# Парковая улица (Сестрорецк)
Па́рковая у́лица — улица в городе Сестрорецке Курортного района Санкт-Петербурга. Проходит от Курортной улицы до Кустарного переулка.
Название появилось в начале XX века. Связано с тем, что улица проходит вдоль Среднего и Нижнего парков.
На участке между Морской улицей и Кустарным переулком Парковая улица по всему периметру огибает Нижний парк, создавая ему форму стопы. Западная сторона «стопы» четная, восточная — нечетная.

## Застройка
- № 14:

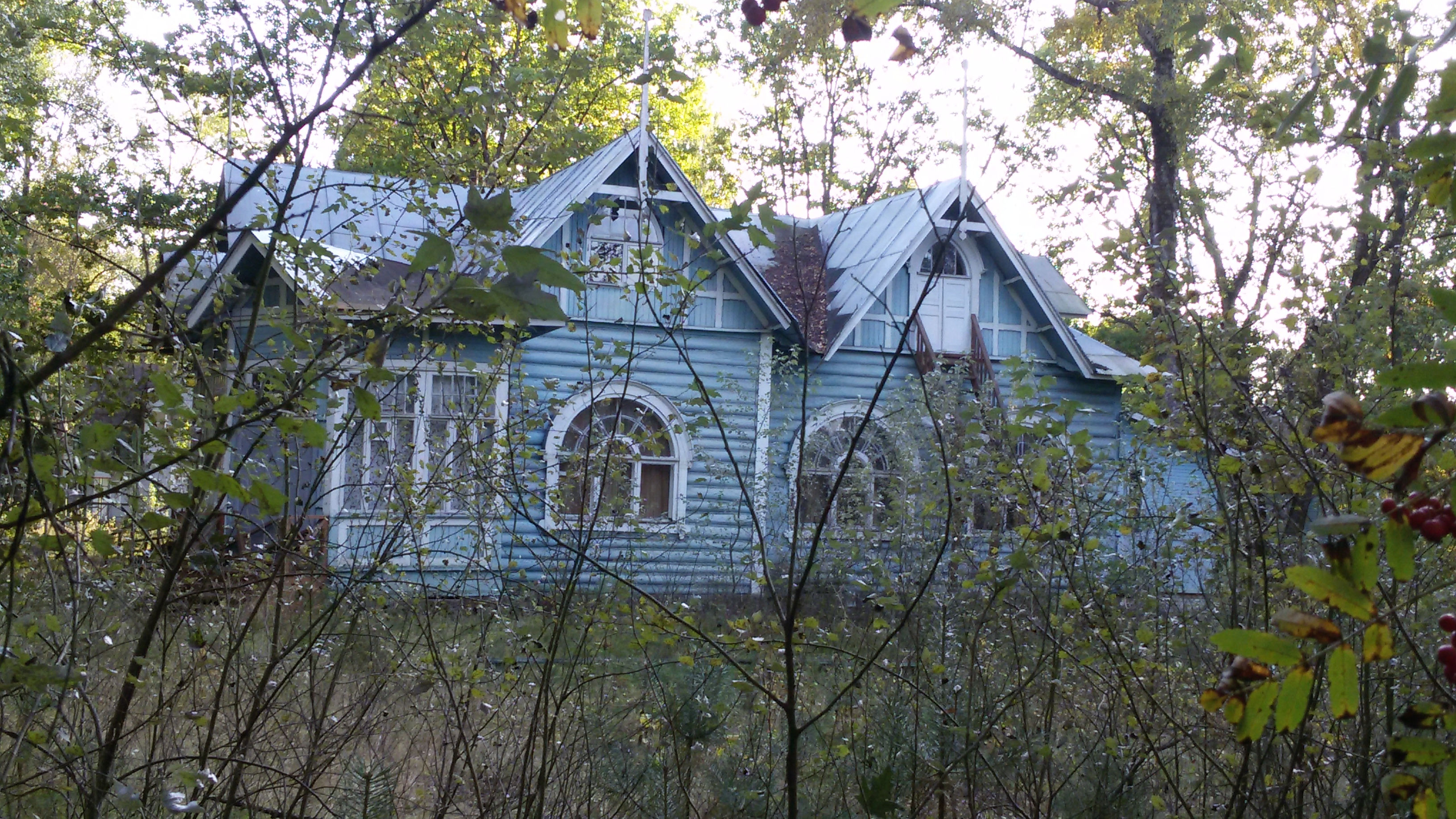
Дача Кана, 2017

  - литера А — загородный дом Ф. Р. Витцеля (нач. XX в.; выявленный объект культурного наследия[2]). Почётный гражданин Санкт-Петербурга Франц Романович Витцель являлся председателем правления Санкт-Петербургской ниточной мануфактуры. Построенный по его заказу дом в неоклассическом стиле был национализирован после революции и на протяжении 20 столетия принадлежал различным ведомствам, однако сохранил оригинальный внешний облик[3][4].  781911326660005
  - литера Б — дача фабриканта Фридриха Юльевича Кана, деревянное здание в стиле модерн, построенное в начале XX века по проекту архитектора Василия Шауба. В интерьерах сохранились оригинальные кафельные печи с изразцами, произведённые на Ракколаниокском гончарном заводе. С 1950-х годов собственником дачи является Почта России[5][6][7].  781610553820005
- № 16:
  - литера А — дача В. Г. Лихачева, 1903;  781610553890005
  - литера В — дача О. Р. Кондратьевой, нач. XX в.;  781610553880005
  - литера Д — дача Шаповаленко (1898—1904 гг.). В середине 2000-х годов опустевшее к тому времени здание реконструировали (возможно, полностью снесли), изменив внешний облик. Теперь здесь спа-комплекс отеля «Скандинавия». В 2016 году здание было снято с охраны[8].
- № 24 — дача Н. В. Кохно, нач. XX в.;  781510342660005

## Перекрёстки
- Курортная улица
- Садовая улица
- Ботаническая улица
- Ермоловский проспект
- Морская улица
- Никитинская улица
- Кустарный переулок